# Eskimologie
Die Eskimologie ist die Wissenschaft von der Sprache, Literatur und Kultur der Eskimo mit einem Hauptaugenmerk auf Grönland. Als Studienfach wird die Eskimologie an der Universität Kopenhagen gelehrt.

## Geschichte

### Vorgeschichte
Das Interesse an der grönländischen Sprache und Kultur besteht seit der Kolonialisierung Grönlands im 18. Jahrhundert. Als wichtige frühe Grönlandforscher gelten bspw. Hans Egede als Kolonisator Grönlands, Hinrich Johannes Rink, der viele Jahre Inspektor in Grönland war, Samuel Kleinschmidt, der eine unübertroffene Rolle in der Erforschung des Grönländischen spielt, sowie später Gustav Frederik Holm, Knud Rasmussen, Therkel Mathiassen und Kaj Birket-Smith, die sich alle vier als Polarforscher und Ethnologen einen Namen machten. Die Ethnologie spielte anfangs generell die größte Rolle in der Grönlandforschung und Det Kongelige Etnografiske Museum in Kopenhagen trug von Anfang an seinen Teil dazu bei.

### Eskimologie als Studienfach
Am 1. Juli 1920 begann an der Universität Kopenhagen der Unterricht im Fach Grønlandsk sprog og kultur („Grönländische Sprache und Kultur“). Erster Dozent war der dänische Grönlandforscher William Thalbitzer. Das Fach war weniger ethnologisch als philologisch basiert. Später wurde der Lehrstuhl vom Linguisten und Ethnologen Erik Holtved übernommen. Thalbitzer war auf die Tunumiit fokussiert, Holtved hingegen auf die Inughuit. 1967 wurde an der Universität ein eigenes eskimologisches Institut eingerichtet. Das Fach heißt seitdem Eskimologi og Arktiske studier („Eskimologie und Arktische Studien“) und ist auf Sprach- und Kulturwissenschaft in Grönland fokussiert, beinhaltet nebenbei jedoch auch Themen aus den Bereichen Geografie, Religionsgeschichte, Geschichte, Mythologie, Ethnografie und Literaturwissenschaft und deckt auch das Gebiet der Eskimovölker in Kanada, Alaska und Sibirien mit ab. Ein großer Teil des Studiums besteht aus der Unterrichtung und dem damit einhergehenden Spracherwerb des Westgrönländischen. 
Anfangs wurde auch an der Universität Aarhus Grönländisch unterrichtet und man diskutierte, ob der Studiengang in der Hauptstadt Kopenhagen oder in Aarhus an der größten Universität des Landes angeboten werden sollte. Zeitgleich fragte man aus Grönland an, ob man das Institut dorthin verlegen könne, was jedoch von Kopenhagen aus abgelehnt wurde, da man ein Institut einer dänischen Universität schlecht in ein anderes Land verlegen könne. Das führte 1981 zu dem Beschluss, selbst ein Institut in Grönland aufzubauen, was mit dem Inuit Instituttet 1983 realisiert wurde, aus dem 1987 die Universität von Grönland (Ilisimatusarfik) hervorging. 2004 wurden fünf Institute an der Universität Kopenhagen zusammengelegt, sodass die Eskimologie seitdem innerhalb des Institut for Tværkulturelle og Regionale Studier („Institut für Interkulturelle und Regionale Studien“) unterrichtet wird.

#### Diskussionen zur Abwicklung des Studiengangs
2014 beschloss die Universität 13 Studiengänge aus finanziellen Gründen nicht mehr anzubieten, darunter Eskimologie, was zu starken Protesten vor allem aus Grönland führte. Dennoch wurde im Januar 2016 festgelegt, alle Fächer für vorläufig ein Jahr auszusetzen, sodass keine neuen Studenten mehr aufgenommen werden können. Zudem wurde davon ausgegangen, dass die Fächer auch anschließend nicht weitergeführt werden sollten. Aus dem Protest entstand auch die erneute Idee, das Eskimologiestudium, das bisher nicht in Grönland angeboten wurde, am Ilisimatusarfik weiterzuführen. Nach Protesten aus der grönländischen und dänischen Politik wurde im April desselben Jahres bekanntgegeben, dass vier Studiengänge wieder aufgenommen werden, nämlich neben Altgriechisch, Indianischen Sprachen und Kulturen und Moderne Indien- und Südostasienstudien auch Eskimologie. Dennoch handelt es sich bei der Eskimologie um ein sehr kleines Fach, für das 2018 lediglich sechs Studienbewerbungen eingingen.

## Auswahl bekannter Eskimologen
- William Thalbitzer (1873–1958)
- Erik Holtved (1899–1981)
- Svend Frederiksen (1906–1967)
- Robert Petersen (1928–2021)
- Inge Kleivan (* 1931)
- Ljudmila Ainana (1934–2021)
- Carl Christian Olsen (* 1943)